# Elecciones generales de Tanzania de 2025
Las elecciones generales están previstas para que se celebren en Tanzania el 28 de octubre de 2025.

## Sistema electoral
El Presidente de Tanzania se elige por mayoría relativa ; el candidato que recibe más votos es elegido. El artículo 39(1) de la Constitución de 1977 exige que los candidatos sean ciudadanos tanzanos por nacimiento, tengan al menos 40 años de edad, sean nominados por un partido político al que pertenezcan, estén cualificados para ser diputados o miembros de la Cámara de Representantes de Zanzíbar, y no tengan antecedentes penales por evasión fiscal.

## Candidatos
En enero de 2025, el partido gobernante Chama Cha Mapinduzi nominó a la presidenta en ejercicio Samia Suluhu Hassan como su candidata presidencial para las elecciones y a Emmanuel Nchimbi como su compañero de fórmula.
En abril de 2025, el partido opositor Chadema fue descalificado para competir en las elecciones después de que la Comisión Electoral Nacional dijera que no había firmado un documento de código de conducta que debía presentarse el 12 de abril.